# Heinz Joerk

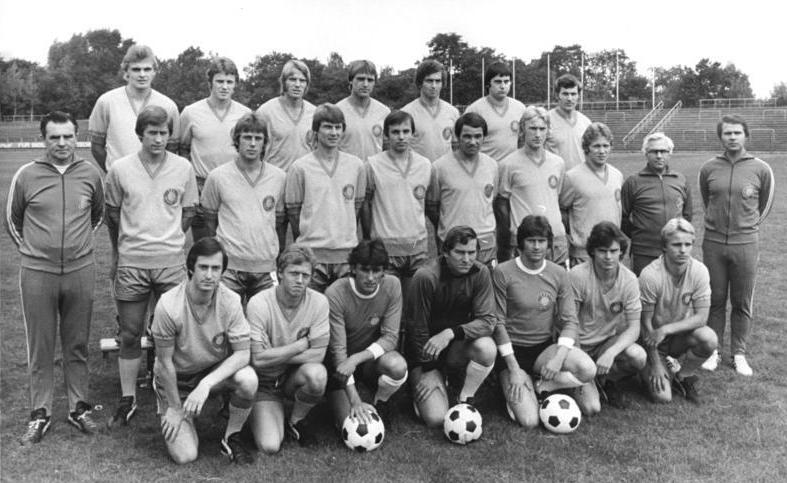
Heinz Joerk (mittlere Reihe, erster von links) mit 1. FC Lokomotive Leipzig (1978)

Heinz Joerk (* 17. Oktober 1919 in Zeitz) war Fußballtrainer in der DDR. Er trainierte u. a. in der Oberliga, der höchsten DDR-Fußballklasse, den 1. FC Lokomotive Leipzig und die BSG Chemie Böhlen.

## Leben
Mit 13 Jahren begann Joerk beim heimatlichen FC Rot-Weiß Zeitz Fußball zu spielen. Während des Zweiten Weltkriegs wurde er zur Wehrmacht eingezogen und erlitt eine schwere Beinverletzung. Diese verhinderte die Fortsetzung seiner Laufbahn als aktiver Fußballer, doch er wurde zum engagierten Organisator des Neuaufbaus des Sports in seiner Heimatstadt. 1951 begann er mit der Ausbildung zum Fußballtrainer bei der Leipziger Sporthochschule DHfK.
Joerks erste Trainerstation war der Oberligist Motor Dessau, wo er unter dem späteren Meistertrainer Walter Fritzsch erste Erfahrungen sammelte. Im Sommer 1955 wechselte Joerk zur BSG Motor Mitte Magdeburg, mit der er im Herbst 1955 in einer Zwischenrunde zur Umstellung der Fußballsaison auf das Kalenderjahr in der zweitklassigen DDR-Liga Platz 7 erreichte. Als sich in der Folgesaison 1956 nach dem 16. Spieltag abzeichnete, dass der angestrebte Oberligaaufstieg in Gefahr geriet, wurde Joerk nach der 0:4-Niederlage in Jena am 23. September 1956 entlassen.
Nach einem Zwischenspiel beim viertklassigen Bezirksligisten Lok Ost Leipzig, dem er 1957 zum Aufstieg in die II. DDR-Liga verhalf, wurde Joerk 1958 Juniorentrainer bei Motor Jena. Dort verhalf er unter anderem dem späteren Nationalspieler Rainer Schlutter zu einer erfolgreichen Karriere. 1959 verpflichtete der SC Rotation Leipzig, Vorgänger des 1966 gegründeten 1. FC Lokomotive Leipzig, Joerk als Nachwuchstrainer. In dieser Funktion hatte er seine erfolgreichste Zeit, mit den Junioren des 1. FC Lok wurde er zwischen 1971 und 1977 viermal DDR-Meister. Zur gleichen Zeit stagnierten die Leistungen der Oberligamannschaft. Seine beiden Vorgänger, Horst Scherbaum und Manfred Pfeifer, hatten sich die Jahre zuvor vergeblich bemüht, den 1. FC Lok an die Spitze der Oberliga zu bringen. In der Saison 1978/79 sollte es nun Heinz Joerk versuchen. In der Sportecho-Sonderausgabe 1978 kündigte er Folgendes an:

„Wenn wir unser Ziel, einen Platz unter den ersten drei, erreichen wollen, müssen wir eine gute Synthese von Kampf und Spiel finden. Junge Spieler wie Eichhorn, Liebers oder Kreer werden ihre Chance bekommen, die Auswahlspieler sollen sich stärker als bisher profilieren.“

Am Ende der Spielzeit 1978/79 stand der 1. FC Lok auf Platz 5, einen Rang schlechter als in der vorhergegangenen Saison. Joerk musste seinen Posten an Harro Miller abtreten und kehrte wieder zu den Junioren des Klubs zurück. 1982 übernahm er bei Chemie Böhlen noch einmal eine Oberligamannschaft. Mit dem Neuling konnte er die Zielstellung Klassenerhalt erneut nicht erreichen, sodass es wieder nur bei einem einjährigen Gastspiel in der Eliteklasse des DDR-Fußballs blieb. Mit 63 Jahren ging er im Sommer 1983 in den Ruhestand.
| Personendaten    | Personendaten            |
| ---------------- | ------------------------ |
| NAME             | Joerk, Heinz             |
| KURZBESCHREIBUNG | deutscher Fußballtrainer |
| GEBURTSDATUM     | 17. Oktober 1919         |
| GEBURTSORT       | Zeitz                    |